# Kumar Village
Kumar Village es una villa de Trinidad y Tobago, que forma parte de la región de Princes Town.

## Geografía
La villa abarca parte de la isla Trinidad y limita al norte con Eccles Village, al sur con Coryal Village, al este con Dyers Village y al oeste con Ben Lomond.

## Demografía
Datos demográficos de la villa de Kumar Village:
| Gráfica de evolución demográfica de Kumar Village entre 2000 y 2011 |
|                                                                     |